# Tři čuníci
Tři čuníci — концертный альбом чешского исполнителя Яромира Ногавицы, вышедший в 1994 году.

## Об альбоме
Tři čuníci записан 25 октября 1994 года в оломоуцком клубе U-klub и сведен 26-29 октября в студии Карела Плихала. Диск содержит стихи и песни для детей, написанные Яромиром Ногавицей, Карелом Плихалом и Павлом Добешем. Вместе с альбомом вышла книга песен, стихов и рассказов Яромира Ногавицы под названием Tři čuníci. Автор обложки диска — Михал Цихларж.
Стихи песен «Kozel» и «Pijte vodu» положены на музыку американских народных песен «Bill Groggin's Goat» и «Short'nin' Bread». В 1999 году на стихотворение «Haló haló» Ногавица записал песенку для сборника детских песен Sloni v porcelánu I.

## Список композиций
1. «Zajíci» — 2:57
2. «Lachtani» — 1:58
3. «Co děláme o přestávce» (стих) — 0:46
4. «Kozel» — 1:51
5. «Afričančata» — 2:04
6. «Podzimní» — 1:03
7. «Můj pes» — 2:21
8. «Delfíni» — 1:23
9. «Tramp» — 3:20
10. «Dárky» — 2:37
11. «Hlídač krav» — 4:01
12. «Když byl Pepa ještě malý» (стих) — 1:55
13. «Pijte vodu» — 2:36
14. «Grónská písnička» — 3:13
15. «Haló haló» (стих) — 0:56
16. «Kapr» — 2:24
17. «V moři je místa dost» — 3:02
18. «Metro pro krtky» (стих) — 0:27
19. «Metro pro krtky» — 2:14
20. «Večerní» — 0:40
21. «Telátko oblíbené I.» — 2:16
22. «Telátko oblíbené II.» — 0:51
23. «Šnečí blues» — 2:14
24. «Tři čuníci» — 3:22
25. «Ukolébavka» — 3:09